# Thierry Smits
Pour les articles homonymes, voir Smits.
Thierry Smits, né le 26 janvier 1963 à Coursel dans le Limbourg belge, est un danseur et chorégraphe belge.

## Biographie
Après avoir étudié la danse classique et moderne à Beringen Mijn, Bruxelles et Paris, Thierry Smits danse pendant quelques années dans différentes compagnies, dont le Plan K dirigé par Frédéric Flamand, et fait l'expérience du cabaret.
En 1990, il présente sa première chorégraphie, La Grâce du tombeur, aux Halles de Schaerbeek à Bruxelles. Invité au Festival Montpellier Danse, il acquiert très vite une renommée internationale dans le monde de la danse contemporaine. Il fonde la Compagnie Thor et enchaîne création sur création. Depuis 1996, sa compagnie est dotée d'une subvention structurelle pluriannuelle de la Communauté française de Belgique.
Ses spectacles oscillent entre danse pure et dramaturgie, la rigueur technique et la créativité gestuelle étant omniprésentes. Les relations entre le sexe et le sacré occupent une place prépondérante dans sa recherche. Au fil de ses chorégraphies, Thierry Smits explore les tensions qui existent entre le corps jouissant, le corps « sexe » et le corps malade atteint intimement et voué à la disparition.
Son travail a été couronné en 1995 par le prix SACD-Belgique et en 1998 par le prix Océ des Arts de la scène de la Communauté française de Belgique pour Corps(e). En 2008, il reçoit, pour V.-Nightmares, le prix de la critique 2008 pour le meilleur spectacle de danse 2007-08, décerné par la presse culturelle francophone de Belgique.
En 2006, il est membre du jury du programme Dancing on Ice de la télévision flamande VTM et de la télévision néerlandaise RTL4. Pendant l'émission du 1er octobre, il déclare devant les caméras que les Flamands doivent voter pour les partis de la tolérance aux élections communales du 8 octobre, et non pour le parti politique flamand qui défend des idées racistes et xénophobes.[réf. nécessaire]

## Chorégraphies
- 1990 : La Grâce du tombeur
- 1991 : Eros délétère
- 1993 : Sang de chêne — Cyriel — Diabolo
- 1994 : L'Âme au diable
- 1995 : Surprise — Cyberchrist — Soirée dansante
- 1996 : Baklava
- 1997 : Traffic
- 1998 : Corps(e) — Nat
- 1999 : Pin Up — Red Rubber Balls
- 2000 : Achter de Spiegel
- 2001 : Richard Of York Gave Battle In Vain[1] — Personne
- 2002 : L'Âme au diable II — Petit Baigneur
- 2003 : Dionysos' Last Day / Stigma
- 2004 : Reliefs d'un banquet — Bizzy Anna
- 2005 : D'Orient
- 2007 : V.-Nightmares (tétralogie Fluid Mechanics - Tan - Moss & Mould - Ice)
- 2010 : To the Ones I Love
- 2017 : Anima Ardens
- 2021 : Summertime
- 2022 : Toumaï